# Église-Neuve-de-Vergt
Église-Neuve-de-Vergt is een gemeente in het Franse departement Dordogne (regio Nouvelle-Aquitaine) en telt 333 inwoners (2004). De plaats maakt deel uit van het arrondissement Périgueux.

## Geografie
De oppervlakte van Église-Neuve-de-Vergt bedraagt 7,5 km², de bevolkingsdichtheid is 44,4 inwoners per km².
De onderstaande kaart toont de ligging van Église-Neuve-de-Vergt met de belangrijkste infrastructuur en aangrenzende gemeenten.

## Demografie
Onderstaande figuur toont het verloop van het inwonertal (bron: INSEE-tellingen).